# Ван Лихун
Ван Лихун (кит. 王力宏, пиньинь Wáng Lìhóng, англ. Leehom Wang, род. 17 мая 1976) — тайваньский и американский певец, музыкант, продюсер, композитор, аранжировщик, актёр и кинорежиссёр. За свою карьеру он записал в общей сложности 25 альбомов, выпущенных в количестве более 60 млн копий.

## Ранние годы
Ван Лихун родился и вырос Рочестере, Нью-Йорк. Его отец, Ван Дачжун, окончил медицинский факультет Тайваньского государственного университета, а мать, Ли Минчжу, окончила Государственный университет Чжэнчжи на Тайване. С возраста трёх лет Ван Лихун начал проявлять интерес к игре на скрипке, когда ему исполнилось шесть, его отдали в музыкальную школу на класс скрипки.
Ван Лихун окончил Уильямс-колледж и музыкальный колледж Беркли.

## Карьера

### Музыкальная карьера
В 1995 году Ван Лихом на Тайване выпустил дебютный альбом на китайском языке под названием «情敵貝多芬» (англ. Love Rival, Beethoven).
Ван — четырежды лауреат тайваньской премии «Золотая мелодия» (китайского аналога «Грэмми»). Он стал первым поп-певцом, который дал концерт на пекинском стадионе «Птичье гнездо».
В июне 2007 года электронная газета Goldsea выбрала 100 самых влиятельных азиатских американцев в Соединённых Штатах, в котором Ван Лихун занял 77-е место. В 2010 году британский музыкальный журнал Word назвал его «Восточным Элвисом», а в 2014 году газета Los Angeles Times назвала его «величайшей американской звездой».

### Актёрская карьера
Помимо музыкальной карьеры Ван Лихун пробовал себя и в роли актёра. В 2007 году он сыграл в фильме Ли Энга «Вожделение». В 2009 году он сыграл одну из главных ролей в фильме «Большой солдат», спродюсированном Джеки Чаном.

### Прочая деятельность
Во время эпидемии атипичной пневмонии на Тайване в 2003 году Ван Лихун и Тао Чжэ сочинили песню Hand in Hand, стараясь тем самым ободрить тайваньцев в ситуации пандемии атипичной пневмонии. 87 певцов приняли участие в грандиозном проекте, исполнив эту песню вместе.
В мае 2008 года в провинции Сычуань в КНР произошло разрушительное Сычуаньское землетрясение. Будучи представителем тайваньского благотворительного фонда World Vision, Ван Лихун помог собрать пожертвования в размере 3 миллиона новых тайваньских долларов на ликвидацию последствий от землетрясения.
Ван был факелоносцем эстафеты факела на летних Олимпийских играх в Пекине и передал факел на Олимпийских играх в Лондоне.

## Дискография
- Love Rival Beethoven (1995)
- If You Heard My Song (1996)
- Missing You (1996)
- White Paper (1997)
- Revolution (1998)
- Impossible to Miss You (1999)
- Forever’s First Day (2000)
- The One and Only (2001)
- Unbelievable (2003)
- Shangri-La (2004)
- Heroes of Earth (2005)
- Change Me (2007)
- Heart Beat (2008)
- The 18 Martial Arts (2010)
- Your Love (2015)
- A.I. Love (2017)

## Фильмография
| Год  |     | Русское название              | Оригинальное название                | Роль                      |
| ---- | --- | ----------------------------- | ------------------------------------ | ------------------------- |
| 2000 | ф   | Шанхайский связной            | China Strike Force                   | Алекс Чун                 |
| 2000 | кор | Пепел к пеплу                 | Yan fei yan mie                      | Дейв                      |
| 2001 | ф   | Кулак возмездия               | Kuen sun                             | Нова / Конг               |
| 2003 | ф   | Дитя Луны                     | Moon Child                           | Сон                       |
| 2005 | ф   | Звёздный расцвет              | Mahiru no hoshizora                  | Лиан Сун                  |
| 2007 | ф   | Вожделение                    | Lust, Caution                        | Куан Юмин                 |
| 2010 | ф   | Большой солдат                | Da bing xiao jiang                   | генерал                   |
| 2010 | ф   | Скрытая любовь                | Lian ai tong gao                     | Ду Минхань                |
| 2011 | ф   | Создание партии               | Jian dang wei ye                     | Ло Цзялунь                |
| 2013 | кор | —                             | The Long Lost Member                 | Грег / в роли самого себя |
| 2013 | ф   | Моя счастливая звезда         | Fei chang xing yun                   | Дэвид                     |
| 2014 | кор | —                             | One                                  | Лихун                     |
| 2015 | ф   | Кибер                         | Blackhat                             | Чен Давай                 |
| 2015 | мф  | Где дракон?                   | Long zai na li                       | Дракон                    |
| 2016 | кор | —                             | Lifeline                             | Кай                       |
| 2017 | ф   | —                             | Growing Pains                        | в роли самого себя        |
| 2018 | ф   | Вечно молодой                 | Wu wen xi dong                       | Чен Гуаняо                |
| 2018 | с   | Вечная классика               | Jing dian yong liu chuan             | разные персонажи          |
| 2018 | ф   | Легенда древнего меча         | Gu jian qi tan zhi liu yue zhao ming | Ю Уи                      |
| 2019 | мф  | UglyDolls. Куклы с характером | UglyDolls                            | Счастливчик Бет           |
| 2020 | с   | —                             | The Treasured Voice                  | музыкант                  |

## Награды
- Участвовал в XII конкурсе народной песни «Деревянная лодочка» в 1994 году.
- В 1997 году впервые выступил в роли ведущего в телепрограмме «Великий музыкальный солдат» (на тайваньском телеканале TVBS-G). Вошёл в шорт-лист 8-й премии «Золотая мелодия» как лучший певец в мировом китайском творчестве; в июне впервые выступил в роли ведущего на баскетбольном матче NBA.
- Стал лауреатом 10-й премии «Золотая мелодия» в номинациях «Лучший певец» и «Лучший продюсер» — «Revolution and Rotation».
- Вошёл в шорт-лист 11-й премии «Золотая мелодия», в номинации «Лучший певец на китайском языке» и «Лучший композитор».
- Вошёл в шорт-лист 12-й премии «Золотая мелодия» в номинации «Лучший певец на китайском языке» — с альбомом «Forever Day One».
- В 2002 году вошёл в шорт-лист 13-й премии «Золотая мелодия» в номинации «Лучший певец на китайском языке» — с альбомом «The Only».
- Вошёл в шорт-лист 14-й премии «Золотая мелодия» в номинации «Лучший аранжировщик».
- В 2004 году стал лауреатом 15-й премии «Золотая мелодия» в номинации «Лучший продюсер альбома» — за альбом «Невероятно».
- В 2006 году он во второй раз получил премию «Золотая мелодия» в номинации «Лучший певец» с песней «Heroes of the World». В августе он провел сольный концерт на гонконгском стадионе «Hong Kong Hung Hom» и пригласил своего кумира Джеки Чуна спеть в качестве приглашенного певца[17].
- В 2015 году он выиграл премию «Хуадин» как лучший певец-актёр в мире. Ван Лихун оказался единственным певцом-мужчиной, вошедшим в шорт-лист из числа азиатских исполнителей, и победил поп-звезд Тейлорса и Сэма Смита.
- В 2015 году на музыкальном фестивале «QQ» Ван Лихун получил награду «Самый популярный артист года».